# Archanara pallida
Archanara pallida är en fjärilsart som beskrevs av Tutt 1891. Archanara pallida ingår i släktet Archanara och familjen nattflyn. Inga underarter finns listade i Catalogue of Life.